# Heterochone calyx
Heterochone calyx is een sponssoort in de taxonomische indeling van de glassponzen (Hexactinellida). De wetenschappelijke naam van de soort werd voor het eerst geldig gepubliceerd in 1886 door Schulze.